# Selvsamling
Selvsamling refererer til, at molekyler spontant kan danne strukturer (aggregater). Surfaktanter i en opløsning vil selvsamle ved en kritisk aggregeringskoncentration.
Selvsamling er essentiel for eksistensen af liv.

## Termodynamisk beskrivelse
Hvad der skal til for at opnå en stabil mængde aggregater kan behandles fra et termodynamisk perspektiv.

### Kriterie for ligevægt
Et aggregat består af et bestemt antal molekyler {\displaystyle N} kaldet aggregeringstallet, og en opløsning kan bestå af flere forskellige aggregater med forskellige aggregeringstal. Antallet af molekyler, der i alt indgår i aggregater med {\displaystyle N} molekyler, er beskrevet med aktiviteten {\displaystyle X_{N}}, hvilket er den effektive koncentration. Her er {\displaystyle X_{N}} en molfraktion, så summen af alle aktiviteter går op til 1. Aktiviteten af aggregater er således {\displaystyle {\frac {X_{N}}{N}}}. Mellem aggregater med {\displaystyle N} molekyler og aggregater med 1 molekyle - monomerer - er der dynamisk ligevægt, hvis der i begge retninger bevæger sig det samme antal molekyler. Jf. massevirkningsloven må raten fra {\displaystyle N}-populationen være givet ved:
{\displaystyle v_{N}=k_{N}{\frac {X_{N}}{N}}}
mens den fra monomererne må være:
{\displaystyle v_{N}=k_{1}X_{1}^{N}}
hvor {\displaystyle k_{N}} og {\displaystyle k_{1}} er konstanter. Ved ligevægt er de to rater lig med hinanden, og ligevægtskonstanten {\displaystyle K_{eq}} kan findes:
{\displaystyle K_{eq}\equiv {\frac {k_{1}}{k_{N}}}={\frac {X_{N}}{NX_{1}^{N}}}}
Det ses, at en lav ligevægtskonstant betyder flere monomerer og færre {\displaystyle N}-aggregater, og konstanten er således vigtig for at forstå selvsamling. 
Ligevægtskonstanten kan relateres til den frie energi pr. molekyle - det kemiske potentiale {\displaystyle \mu _{N}} - der ved ligevægt skal være konstant for alle aggregeringstal:
{\displaystyle \mu _{1}=\mu _{2}=\mu _{3}=...}
Det kemiske potentiale kan skrive som summen af det entropiske bidrag {\displaystyle TS_{N}} og af standardpotentialet {\displaystyle \mu _{N}^{\circ }}, der indeholder alle andre bidrag. Ifølge Boltzmanns entropiformel er entropien for hvert aggregat {\displaystyle k_{B}\ln \left({\frac {X_{N}}{N}}\right)}, da antallet af mulige mikrotilstande stiger med aggregatkoncentrationen. Entropien pr. molekyle er derfor
{\displaystyle S_{N}={\frac {k_{B}}{N}}\ln \left({\frac {X_{N}}{N}}\right)}
Ligevægten er dermed givet ved:
{\displaystyle \mu _{1}^{\circ }+k_{B}T\ln(X_{1})=\mu _{2}^{\circ }+{\frac {k_{B}T}{2}}\ln \left({\frac {X_{2}}{2}}\right)=\mu _{3}^{\circ }+{\frac {k_{B}T}{3}}\ln \left({\frac {X_{3}}{3}}\right)=...}
hvor {\displaystyle T} er temperaturen. For ligevægten mellem monomerer og {\displaystyle N}-aggregater kan et udtryk for ligevægtskonstanten igen findes:
{\displaystyle {\begin{aligned}\mu _{1}^{\circ }+k_{B}T\ln(X_{1})&=\mu _{N}^{\circ }+{\frac {k_{B}T}{N}}\ln \left({\frac {X_{N}}{N}}\right)\\\mu _{1}^{\circ }-\mu _{N}^{\circ }&={\frac {k_{B}T}{N}}\ln \left({\frac {X_{N}}{N}}\right)-k_{B}T\ln(X_{1})\\{\frac {\mu _{1}^{\circ }-\mu _{N}^{\circ }}{k_{B}T}}&={\frac {1}{N}}\ln \left({\frac {X_{N}}{N}}\right)-\ln(X_{1})\\N\left({\frac {\mu _{1}^{\circ }-\mu _{N}^{\circ }}{k_{B}T}}\right)&=\ln \left({\frac {X_{N}}{N}}\right)-N\ln(X_{1})\\N\left({\frac {\mu _{1}^{\circ }-\mu _{N}^{\circ }}{k_{B}T}}\right)&=\ln \left({\frac {X_{N}}{NX_{1}^{N}}}\right)\\e^{N\left({\frac {\mu _{1}^{\circ }-\mu _{N}^{\circ }}{k_{B}T}}\right)}&={\frac {X_{N}}{NX_{1}^{N}}}\end{aligned}}}
hvor venstresiden er ligevægtskonstant udtrykt ved de kemiske standardpotentialer. {\displaystyle X_{N}} er altså givet ved:
{\displaystyle X_{N}=N\left(X_{1}e^{\frac {\mu _{1}^{\circ }-\mu _{N}^{\circ }}{k_{B}T}}\right)^{N}}
I specialtilfældet, hvor standardpotentialerne er lig hinanden, kan eksponentialfunktionen fjernes:
{\displaystyle X_{N}=NX_{1}^{N}}
Her skal det huskes, at aktiviteterne er i molfraktioner og derfor er mindre end 1. Når {\displaystyle X_{1}} er opløftet i {\displaystyle N}'te potens, bliver {\displaystyle X_{N}} altså mindre og mindre, jo højere {\displaystyle N} er. Store aggregater er altså ikke entropisk favorable og langt de fleste molekyler vil slet ikke danne aggregater. Det ses til gengæld, at eksponentialfunktionen gør aggregater mere favorable, hvis den er over 1. Dette sker, hvis monomerernes standardpotentiale er størst:

| {\displaystyle \mu _{1}^{\circ }>\mu _{N}^{\circ }} | \| \| \| \| \| \| \| \| | (1) |
|                                                     |                         |     |
|                                                     |                         |     |
Det er altså ikke-entropiske bidrag, der gør selvsamling i betydelig grad muligt.

### Den kritiske koncentration
Hvis lign. 1 er gældende, vil eksponentialfunktionen være større end 1, hvilket kan skrives komprimeret som
{\displaystyle X_{N}=N\left(X_{1}e^{\alpha }\right)^{N}}
hvor
{\displaystyle \alpha ={\frac {\mu _{1}^{\circ }-\mu _{N}^{\circ }}{k_{B}T}}>0}
For lave værdier af {\displaystyle X_{1}} vil det opløftede udtryk stadig give et tal under 1, og der vil være meget få store aggregater. Den samlede aktivitet {\displaystyle X_{\text{tot}}} vil altså groft set være lig med aktiviteten af monomerer:
{\displaystyle X_{\text{tot}}\backsim X_{1}}
Men for højere værdier af {\displaystyle X_{1}} - når den samlede aktivitet stiger - vil {\displaystyle X_{1}} komme tættere på {\displaystyle e^{-\alpha }}, og {\displaystyle X_{1}e^{\alpha }} vil komme tættere på 1. Store aggregater er da ikke længere ualmindelige. På denne måde kan {\displaystyle e^{-\alpha }} altså groft set forstås som en kritisk koncentration, hvor aggregater begynder at blive dannet, og aktiviteten af monomerer holder op med at vokse. Dette kaldes almindeligvis for den kritiske micellekoncentration (CMC):
{\displaystyle {\text{CMC}}\backsim e^{-\alpha }}
Jo større {\displaystyle \alpha } er, jo mere favorabelt vil det være at danne aggregater, og jo lavere bliver CMC.

### Aggregaternes dimension
Pga. denne fundamentale afhængighed af standardpotentialet {\displaystyle \mu _{N}^{\circ }} er det relevant at finde et udtryk for det. En af de vigtigste faktorer er aggregaternes dimension eller form, da den har betydning for, hvor stærkt de enkelte molekyler er bundet sammen.
For et simpelt aggregat som en kæde (engelsk: rod) er hvert molekyle bundet to steder med undtagelse af de to molekyler i hver ende. Hvis der er {\displaystyle N} molekyler er der således {\displaystyle N-1} bindinger. Hvis energien pr. binding er {\displaystyle -\beta k_{B}T}, er den samlede energi altså
{\displaystyle N\mu _{N}^{\circ }=-(N-1)\beta k_{B}T}
hvor {\displaystyle \beta } er en faktor. Standardpotentialet er derfor givet ved:
{\displaystyle \mu _{N}^{\circ }=-\beta k_{B}T+{\frac {1}{N}}\beta k_{B}T}
For en uendelig lang kæde går det andet led mod nul, så det første led kan bare kaldes {\displaystyle \mu _{\infty }^{\circ }}. Udtrykket bliver
{\displaystyle \mu _{N}^{\circ }=\mu _{\infty }^{\circ }+{\frac {1}{N}}\beta k_{B}T}
hvor {\displaystyle \mu _{\infty }^{\circ }} er energien forbundet med at sidde inde i aggregatet, mens det andet led er bidraget fra kanten. Pga. denne kant bliver det kemiske potentiale lavere og lavere, jo større aggregatet bliver, hvilket er det lign. 1 kræver.
Et to-dimensionelt, rundt aggregat (engelsk: disc) kan tilsvarende tillægges en energi forbundet med at sidde inde i aggregatet. I kanten er molekylerne igen svagere bundet, og siden arealet af det runde aggregat må være proportionalt med {\displaystyle N}, er omkredsen proportional med {\displaystyle {\sqrt {N}}}, så det kemiske potentiale er:
{\displaystyle \mu _{N}^{\circ }=\mu _{\infty }^{\circ }+{\frac {1}{\sqrt {N}}}\beta k_{B}T}
En tre-dimensionel kugle har et volumen, der er proportionalt med {\displaystyle N}, hvilket vil sige, at radius er proportional med {\displaystyle N^{\frac {1}{3}}}. Grænsefladen, der er et areal, må altså være proportionalt med {\displaystyle N^{\frac {2}{3}}}. Det kemiske potentiale er således:
{\displaystyle \mu _{N}^{\circ }=\mu _{\infty }^{\circ }+{\frac {1}{N^{\frac {1}{3}}}}\beta k_{B}T}
da det kemiske potentiale er pr. molekyle.
Derved er der fundet udtryk for det kemiske potentiale afhængig af aggregatformen. Udtrykkene har generelt formen

| {\displaystyle \mu _{N}^{\circ }=\mu _{\infty }^{\circ }+{\frac {1}{N^{p}}}\beta k_{B}T} | \| \| \| \| \| \| \| \| | (2) |
|                                                                                          |                         |     |
|                                                                                          |                         |     |
hvor {\displaystyle p} er en dimensionsafhængig koefficient, der således er 1 for en kæde, {\displaystyle {\tfrac {1}{2}}} for en cirkel og {\displaystyle {\tfrac {1}{3}}} for en kugle.